# Provinz Sudurpashchim
Die Provinz Sudurpashchim (Nepali सुदूरपश्चिम प्रदेश IAST Sudūrpaścim Pradeś, deutsch "Fern-West-Provinz") ist eine der sieben Provinzen in Nepal, die die Rolle der föderalen Glieder im Bundesstaat Nepal einnehmen. Die Provinz wurde durch die Verfassung vom 20. September 2015 geschaffen, die Nepal in einen Bundesstaat umwandelte.

## Geschichte
Die Provinz wurde aus den Distrikten der beiden ehemaligen Entwicklungszonen Seti und Mahakali gebildet. Die Provinz trug ursprünglich die Nummer 7, da die Verfassung vorsieht, dass die neu zu wählenden Provinzparlamente den Namen und den Hauptsitz der Provinz festlegen sollen.
Vollständig nahm die Provinz ihre Arbeit erst nach den ersten Wahlen der Provinzparlamente am 26. November 2017 und 7. Dezember 2017 auf, die zusammen mit den Wahlen zum Repräsentantenhaus stattfanden.
Am 29. September 2018 gab sich die Provinz den heutigen Namen und wählte Godawari als neuen Hauptort der Provinz. Bis dahin war das 20 km entfernte Dhangadhi temporäre Hauptstadt der Provinz gewesen. Die Abstimmung in der Provinzversammlung ergab eine Zwei-Drittel-Mehrheit für den neuen Namen, wobei die zwölf Abgeordneten der Nepalesischen Kongresspartei und zwei Abgeordnete der Rastriya Janata Partei Nepals (RJP) die Abstimmung boykottierten.

## Geographie
Die Provinz ist die westlichste und zweitkleinste Provinz Nepals. Sie grenzt im Westen und Süden an Indien und im Norden an die Volksrepublik China mit der Region Tibet.
Sie erstreckt sich über alle drei geographischen Landschaften Nepals: den Himalaya im Norden, die Hügel- bzw. Mittellandschaft in der Mitte und den Terai im Süden. Der Fluss Karnali fließt im Osten der Provinz und der Mahakali im Westen. Die wichtigsten Berge der Provinz sind der Api mit 7132 m, der Saipal mit 7031 m, der Yokapahad mit 6644 m und der Lassa mit 6189 m. Innerhalb der Provinz liegen der Khaptad-See und der Ghodaghodi-See sowie der Khaptad-Nationalpark, der Shuklaphanta-Nationalpark und das Api-Nampa-Naturschutzgebiet.
Die wichtigsten Städte und Handelszentren dieser Provinz sind Dhangadhi, Dadeldhura, Bhim Datta und Dipayal Silgadhi.
Die wichtigsten landwirtschaftlichen Produkte, die in dieser Provinz angebaut werden, sind Weizen, Senf, Mais und Baumwolle.
Die Provinz ist abgelegen und sehr entwicklungsbedürftig. Rund 44 % der Menschen im Hügelland und 49 % in den Himalaya-Distrikten leben unterhalb der Armutsgrenze. Die Provinz hat nur begrenzten Zugang zur Grundversorgung. Sie verfügt über komplexe sozioökonomische Strukturen und es gibt sowohl geschlechts- als auch kastenbezogene Diskriminierungen. Ebenso stellen viele Traditionen wie Zwangsheiraten, Hexenverfolgungen, Misshandlungen von Witwen und andere Praktiken Hindernisse für die allgemeine Entwicklung dar.

## Verwaltungsgliederung
Die Provinz unterteilt sich in die folgenden Distrikte:
- Achham
- Bajhang
- Bajura
- Doti
- Kailali
- Baitadi
- Dadeldhura
- Darchula
- Kanchanpur

Die Distrikte werden von einem District Coordination Committee (Distriktkoordinierungskomitee) und dem Distriktverwaltungsbeauftragten verwaltet. Die Distrikte werden weiter in Munizipalitäten (Nagarpalika) und Landgemeinden (Gaunpalika) untergliedert. In Sudurpashchim liegen eine Sub Metropolitan City, 33 Stadtgemeinden und 54 Landgemeinden.